# Coppa dell'Emiro (pallavolo maschile)
La Coppa dell'Emiro di pallavolo maschile è un torneo nazionale qatariota, organizzato dalla Federazione pallavolistica del Qatar.

## Storia
La Coppa dell'Emiro viene istituita nell'annata 1979-1980, con la prima edizione disputata nel 1980. L'Al-Arabi vince le prime sette edizioni del trofeo, sconfiggendo nelle prime sei edizioni in finale l'Al-Rayyan, mentre nella settima vittoria doma l'Al-Sadd, finalista nuovamente un anno dopo, questa volta sconfitto dall'Al-Rayyan. Sul finale degli anni ottanta l'Al-Ahly Doha raggiunge due volte la finale, battuto rispettivamente dall'Al-Arabi e dall'Al-Rayyan. Negli anni novanta arrivano altre sette vittorie per l'Al-Arabi, un centro per l'Al-Rayyan ed il primo successo del Qatar SC, con le stesse tre formazioni che continuano ad aggiudicarsi il torneo negli anni successivi, fino al 2005; dopo di che la vittoria viene contesa sempre dall'Al-Arabi e dall'Al-Rayyan.

## Albo d'oro
| Edizione      | Edizione    |  | Podio     | Podio                              | Podio        |
| Anno          | Sede finale |  | Campione  | Risultato                          | Finalista    |
| ------------- | ----------- |  | --------- | ---------------------------------- | ------------ |
| 1980 Dettagli | -           |  | Al-Arabi  | 3 - ? (?)                          | Al-Rayyan    |
| 1981 Dettagli | -           |  | Al-Arabi  | 3 - ? (?)                          | Al-Rayyan    |
| 1982 Dettagli | -           |  | Al-Arabi  | 3 - ? (?)                          | Al-Rayyan    |
| 1983 Dettagli | -           |  | Al-Arabi  | 3 - ? (?)                          | Al-Rayyan    |
| 1984 Dettagli | -           |  | Al-Arabi  | 3 - ? (?)                          | Al-Rayyan    |
| 1985 Dettagli | -           |  | Al-Arabi  | 3 - ? (?)                          | Al-Rayyan    |
| 1986 Dettagli | -           |  | Al-Arabi  | 3 - ? (?)                          | Al-Sadd      |
| 1987 Dettagli | -           |  | Al-Rayyan | 3 - ? (?)                          | Al-Sadd      |
| 1988 Dettagli | -           |  | Al-Arabi  | 3 - ? (?)                          | Al-Ahly Doha |
| 1989 Dettagli | -           |  | Al-Rayyan | 3 - ? (?)                          | Al-Ahly Doha |
| 1990 Dettagli | -           |  | Al-Arabi  | 3 - ? (?)                          | Al-Sadd      |
| 1991 Dettagli | -           |  | Al-Arabi  | 3 - ? (?)                          | Al-Rayyan    |
| 1992 Dettagli | -           |  | Al-Arabi  | 3 - ? (?)                          | ?            |
| 1993 Dettagli | -           |  | Al-Arabi  | 3 - ? (?)                          | Al-Rayyan    |
| 1994 Dettagli | -           |  | Al-Rayyan | 3 - ? (?)                          | Al-Arabi     |
| 1995 Dettagli | -           |  | Al-Arabi  | 3 - ? (?)                          | Al-Ahly Doha |
| 1996 Dettagli | -           |  | Al-Arabi  | 3 - ? (?)                          | Al-Ahly Doha |
| 1997 Dettagli | -           |  | Qatar SC  | 3 - ? (?)                          | Al-Rayyan    |
| 1998 Dettagli | -           |  | Al-Arabi  | 3 - ? (?)                          | Al-Rayyan    |
| 1999 Dettagli | -           |  | Al-Rayyan | 3 - ? (?)                          | Qatar SC     |
| 2000 Dettagli | -           |  | Al-Rayyan | 3 - ? (?)                          | Al-Arabi     |
| 2001 Dettagli | -           |  | Qatar SC  | 3 - ? (?)                          | Al-Arabi     |
| 2002 Dettagli | -           |  | Al-Arabi  | 3 - ? (?)                          | Qatar SC     |
| 2003 Dettagli | -           |  | Al-Rayyan | 3 - ? (?)                          | Qatar SC     |
| 2004 Dettagli | -           |  | Qatar SC  | 3 - ? (?)                          | Al-Arabi     |
| 2005 Dettagli | -           |  | Qatar SC  | 3 - ? (?)                          | Al-Rayyan    |
| 2006 Dettagli | -           |  | Al-Rayyan | 3 - ? (?)                          | Qatar SC     |
| 2007 Dettagli | -           |  | Al-Rayyan | 3 - ? (?)                          | Al-Arabi     |
| 2008 Dettagli | -           |  | Al-Arabi  | 3 - ? (?)                          | Police       |
| 2009 Dettagli | -           |  | Al-Arabi  | 3 - ? (?)                          | Police       |
| 2010 Dettagli | -           |  | Al-Rayyan | 3 - ? (?)                          | Qatar SC     |
| 2011 Dettagli | -           |  | Al-Arabi  | 3 - ? (?)                          | Al-Rayyan    |
| 2012 Dettagli | -           |  | Al-Rayyan | 3 - ? (?)                          | Al-Arabi     |
| 2013 Dettagli | -           |  | Al-Rayyan | 3 - ? (?)                          | Police       |
| 2014 Dettagli | -           |  | Al-Arabi  | 3 - ? (?)                          | Police       |
| 2015 Dettagli | Doha        |  | Al-Arabi  | 3 - 1 (24-26, 25-23, 27-25, 25-23) | Al-Rayyan    |
| 2016 Dettagli | Doha        |  | Al-Arabi  | 3 - 0 (21-19, 25-21, 25-17)        | Al-Jaish     |
| 2017 Dettagli | Doha        |  | Al-Rayyan | 3 - 0 (25-20, 25-15, 36-34)        | Al-Arabi     |
| 2018 Dettagli | Doha        |  | Al-Rayyan | 3 - 0 (25-17, 25-18, 25-19)        | Al-Ahly Doha |

## Palmarès
| Squadre   | Titoli | Stagioni |
| --------- | ------ | --- |
| Al-Arabi  | 22     | 1980, 1981, 1982, 1983, 1984, 1985, 1986, 1988, 1990, 1991, 1992, 1993, 1995, 1996, 1998, 2002, 2008, 2009, 2011, 2014, 2015, 2016 |
| Al-Rayyan | 13     | 1987, 1989, 1994, 1999, 2000, 2003, 2006, 2007, 2010, 2012, 2013, 2017, 2018                                                       |
| Qatar SC  | 4      | 1997, 2001, 2004, 2005 |